# Sergey Stepanov
Sergey Stepanov, né le 3 septembre 1984 à Tiraspol, est un saxophoniste transnistrien et moldave membre du groupe SunStroke Project.

## Biographie
Sergey Stepanov né le 3 septembre 1984 à Tiraspol en République socialiste soviétique moldave. Il est diplômé de l'institut d'art de l'université d'État de Transnistrie et s'engage dans l'armée de terre des forces armées transnistriennes où il rencontre Anton Ragoza avec qui il formera le groupe SunStroke Project en 2007. En 2008, Ragoza et Stepanov sont rejoints par Pasha Parfeny. Tous trois concourent pour représenter la Moldavie lors de la pré-selection du concours Eurovision de la chanson 2009, mais c'est Nelly Ciobanu qui est choisie. L'année suivante, SunStroke Project est, avec la chanteuse Olia Tira, sélectionné pour représenter la Moldavie à l'Eurovision 2010, devant Pasha Parfeny qui a quitté le groupe peu après l'échec du groupe en 2009. SunStroke Project finit 22e sur 25e, mais la prestation de Stepanov sur scène connaît un immense succès sur les réseaux sociaux.
En 2017, SunStroke Project fait son retour sur la scène de l'Eurovision où ils finissent 3e de la compétition avec leur titre Hey Mamma!. Le retour du désormais surnommé Epic Sax Guy est relayé à travers le monde,,,,,.
Il est le représentant moldave des juges du concours Eurovision de la chanson 2021.